# Complex de sills de Winagami
El complex de sills de Winagami (també anomenat els sills de Winagami), és una gran província ígnia paleoproterozoica del nord-oest d'Alberta, Canadà. Consisteix en una sèrie de sills relacionats que es van formar fa entre 1,89 i 1,76 milions d'anys. El complex de sills de Winagami cobreix una àrea de 120.000 km2.